# Walter Thurmond
Walter Riley Thurmond III (Los Angeles, 12 agosto 1987) è un ex giocatore di football americano statunitense che ha militato nel ruolo di cornerback nella National Football League (NFL). Fu scelto dai Seattle Seahawks nel corso del quarto giro del Draft NFL 2010. Al college giocò a football a Oregon.

## Carriera

### Seattle Seahawks

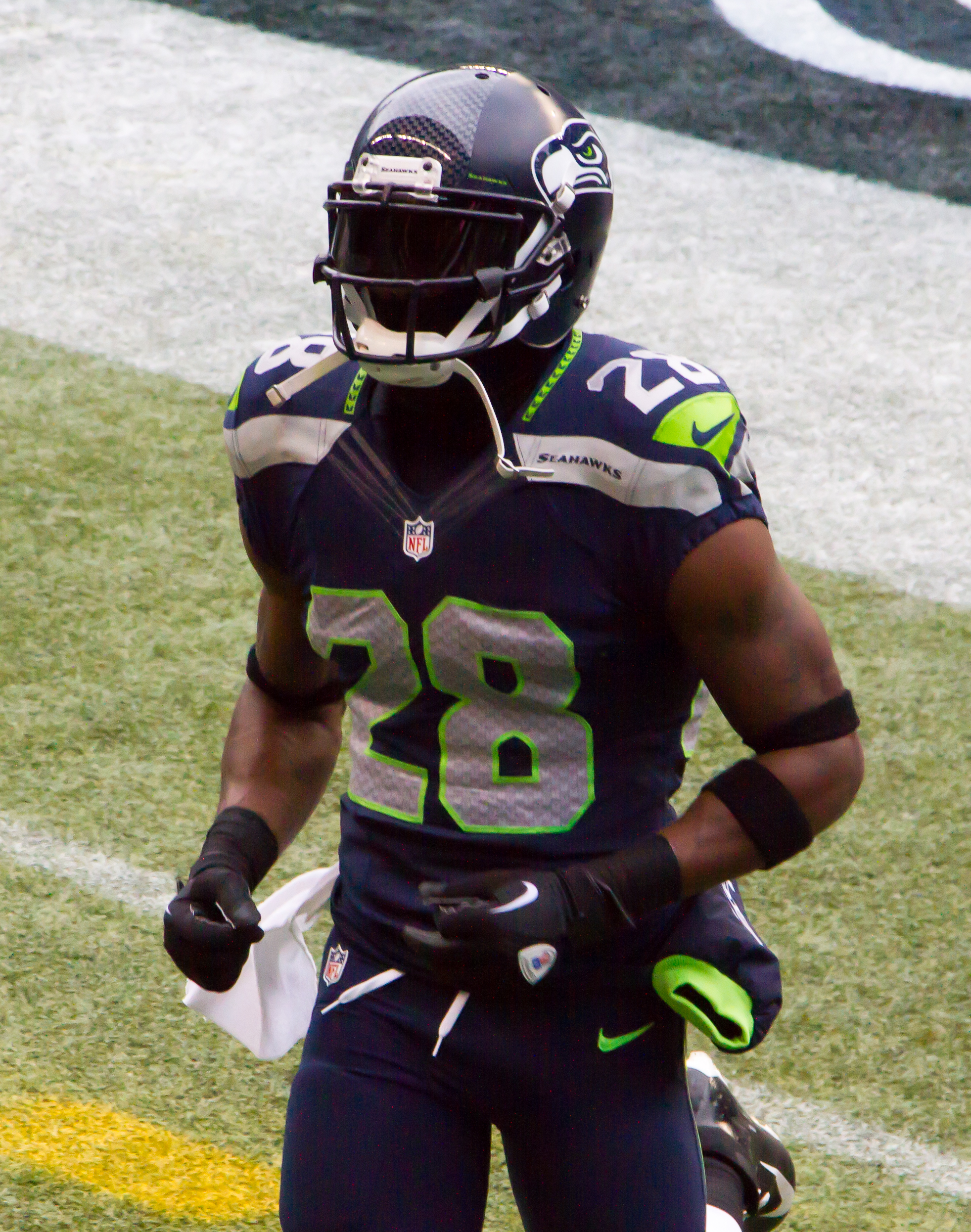
Thurmond contro i Rams nel 2013

Thurmond fu scelto dai Seattle Seahawks nel quarto giro (111º assoluto) del Draft 2010, firmando con la franchigia il 17 luglio 2010. Nei piani di Seattle, Walter avrebbe dovuto sostituire Kelly Jennings come il cornerback titolare della squadra. Thurmond nella sua prima stagione giocò 14 partite, di cui una sola da titolare, con 37 tackle e 7 passaggi deviati.
Nella stagione 2011, Thurmond giocò le prime 6 gare (3 da titolare) prima di finire in lista infortunati il 24 ottobre con un perone rotto ed una distorsione alla caviglia che misero fine anzitempo alla sua annata. Prima di infortunarsi, Thurmond aveva messo a segno 12 tackle, 2 passaggi deviati e forzato un fumble.
Dopo la tredicesima giornata della stagione 2012, il cornerback titolare Brandon Browner fu sospeso dalla lega per 4 partite per abuso di sostanze vietate, così Thurmond fu nominato titolare per le tutte restanti gare della stagione regolare.
Nella settimana dieci della stagione 2013, Thurmond mise a segno 7 tackle, forzò un fumble e ne recuperò uno nella vittoria sugli Atlanta Falcons. A causa di un infortunio all'inguine del titolare Browner, la settimana successiva partì come titolare nella vittoria sui Minnesota Vikings facendo registrare il primo intercetto in carriera su Christian Ponder che ritornò per 29 yard in touchdown. Il 24 novembre fu sospeso dalla lega per quattro partite per abuso di marijuana. Tornò in campo nell'ultima settimana della stagione regolare contro i Rams in cui i Seahawks si assicurarono la vittoria della propria division. Nei playoff sconfissero i New Orleans Saints e i San Francisco 49ers, qualificandosi per il secondo Super Bowl della loro storia. Il 2 febbraio 2014, nel Super Bowl XLVIII contro i Denver Broncos, Seattle dominò dall'inizio alla fine della partita, vincendo per 43-8. Thurmond si laureò campione NFL mettendo a segno 3 tackle in una gara in cui la difesa di Seattle annullò l'attacco dei Broncos che nella stagione regolare aveva stabilito il record NFL per il maggior numero di punti segnati.

### New York Giants
Il 16 marzo 2014, Thurmond firmò come free agent un contratto annuale con i New York Giants del valore di 3,5 milioni di dollari. Partì come titolare nelle prime due gare della stagione ma nella seconda si ruppe un muscolo del petto, infortunio che richiese un intervento chirurgico, costringendolo a perdere il resto dell'annata.

### Philadelphia Eagles
L'11 marzo 2015, Thurmond firmò un contratto annuale coi Philadelphia Eagles. Nella prima partita con la nuova maglia mise subito a segno un intercetto su Matt Ryan dei Falcons. Nell'ultima partita dell'anno contro i suoi ex Giants, ritornò un intercetto su Eli Manning per 83 yard in touchdown nella vittoria per 35-30.

## Palmarès
- Super Bowl : 1

Seattle Seahawks: Super Bowl XLVIII
- National Football Conference Championship: 1

Seattle Seahawks: 2013